# 石川清兼
石川 清兼（いしかわ きよかね）は、戦国時代の武将。三河国碧海郡小川（愛知県安城市）に拠った石川氏の一族で、西三河に勢力をのばした松平氏の家臣。石川忠輔の子。当時の発給文書には忠成（ただなり）と記されている。
松平清康に仕え、その死後は広忠に近侍した。天文11年（1542年）の徳川家康誕生の際には「蟇目の役」を務めたとされる。天文18年（1549年）の天野孫七郎宛知行書、天文24年（1555年）の大工跡職安堵状、弘治3年（1557年）の浄妙寺宛て道場安堵書などから、この間松平家の重臣として、西三河における政務を取仕切る立場にあったと考えられている。また「岡崎領主古記」によると、清兼（忠成）は天文年間中の「五奉行」の一人であったという。
また、天文18年（1549年）、三河本證寺（野寺本證寺）の住職の後継として「あい松」なる人物を支持する旨の、門徒連判状の筆頭にその署名があり、一向宗門徒の総代的立場にあったことがわかる。また清兼を含めて、連署された115名の内33名が石川（もしくは石河）姓であることから、彼が西三河における石川氏の惣領として存在していたと考えられる。
現存する弘治3年（1557年）の安堵書が、清兼の存在を確認できる最後のもので、これ以降の詳しい消息は不明である。三男家成の生年（天文3年（1534年））から考えると、永禄5年（1562年）の三河一向一揆の際には既に家督を譲っていたと考えられる。天正6年（1578年）4月11日に死去したとされる。

## 登場作品
- 『徳川家康』 （NHK大河ドラマ 1983年)、演：早川純一